# آن روبر ژاک تورگو
آن روبر ژاک تورگو (به فرانسوی: Anne Robert Jacques, baron de l'Aulne Turgot) سیاست‌مدار و اقتصاددان قرن هجدهم میلادی اهل فرانسه بود.